# Деда Мраз 2
Деда Мраз 2 (енгл. The Santa Clause 2) америчка је божићна филмска комедија. Режирао га је Мајкл Лембек, а продуценти су Роберт Невмајер и Брајан Рајли. Наставак је филма Деда Мраз. У филму глуме Тим Ален, Судија Рајнхолд, Венди Крусон, Eлизабет Мичел, Дејвид Крамхолц, Ерик Лојд и Спенсер Бреслин.  
Филм је објављен 1. новембра 2002. године и зарадио је 172 милиона долара. Његов успех довео је до снимања наставка Деда мраз 3: Одбегли деда (2006).

## Радња
Након осам година, Скот Kалвин (Тим Ален) постао је угледан Деда Мраз на Северном полу, све док га главни вилењак Бернард и Кертис, чувар Божићног приручника, не обавесте да постоји још једна услов, госпођа Мраз. Скот је сада под притиском да се венча пре следећег Бадњег дана или ће одредба бити прекршена и он ће заувек престати да буде Деда Мраз. У исто време, Еби Вилењак доноси још узнемирујуће вести: Скотов син Чарли је на несташној листи. Скот се мора вратити у свој родни град да тражи жену и поправи ствари са Чарлијем. Ово износи када га посети Савет легендарних фигура, који се састоји од Мајке природе, Оца Времена, Купидона, Ускршњег зеке, Виле зубић и Пешчаника. Да би покрио дуготрајно одсуство Деда Мраза, Кертис (Спенсер Бреслин) помаже Скоту да створи аниматроничног клона Деда Мраза у природној величини, на Бернардово одбијање. Међутим, на захтев Деда Мраза, Бернард попушта и каже осталим вилењацима да је Деда Мраз био преуређен, тако да неће довести у питање синтетички изглед двојника.
Због предстојећег завршетка уговора, Скот се подвргава „процесу одмрзавања“ који га постепено враћа у Скота Калвина. Има ограничену количину магије која ће му помоћи. Скот се враћа кући својој бившој супрузи Лаури (Венди Крусон), њеном супругу Нилу (Судија Рајнхолд), њиховој шестогодишњој ћерки Луси и Чарлију (Ерик Лојд), за кога Скот схвата да вандализује његову школу да би привукао пажњу. Он и Чарли суочавају се са гневом директорке школе Карол Невман (Eлизабет Мичел), када Чарли упрља ормариће.
На Северном полу, Деда Мразов двојник се превише дословно држи правилника и почиње да мисли да су сви на свету несташни због својих малих грешака. Као резултат тога преузима Северни пол користећи џиновске играчке војнике које је сам направио и открива свој план вилењацима да свету дају угаљ. Бернард излаже клона Деда Мраза као преваранта, али он га ставља у кућни притвор.
После неколико неуспелих састанака, Скот се зближава са Карол. Прати је у запрежној кочији на факултетску божићну забаву током које она признаје да је још као дете веровала у Деда Мраза, док је родитељи нису натерали да престане након туче са децом која су јој рекла да Деда Мраз није стваран. Користећи мало своје божићне чаролије, Скот оживљава досадну забаву поклањајући свима поклоне из њихових снова из детињства. Представља Карол посебну презентацију, и својим последњим остатком магије је осваја и они се љубе испод имеле. Међутим, када јој Скот покушава да објасни да је Деда Мраз, она верује да се он руга њеном детињству и избацује га. Касније, Чарли признаје Скоту како му је тешко што га никада нема у близини као његови вршњаци своје очеве, и открива притисак под којим скрива тајну да му је отац Деда Мраз. Луси успева да убеди Чарлија да се не љути на њега, што наводи Чарлија да убеди Карол да је Скот Деда Мраз, показујући јој магичну снежну куглу. Кертис успева да Скоту каже за план клона Деда Мраза. Међутим, Скот је искористио последњу своју чаролију привлачећи Карол и не може се вратити на Северни пол.

## Улоге
| Глумац          | Улога        |
| --------------- | ------------ |
| Тим Ален        | Скот Kалвин  |
| Венди Крусон    | Лаура        |
| Дејвид Крамхолц | Бернард      |
| Судија Рајнхолд | Нил Милер    |
| Ерик Лојд       | Чарли        |
| Eлизабет Мичел  | Карол Невман |
| Спенсер Бреслин | Кертис       |

## Популарност
Деда Мраз 2 је зарадио 139,2 милиона долара у Сједињеним Америчким Државама и Канади, и 33,6 милиона долара на осталим територијама, укупно 172,8 милиона долара широм света. Био је то пети празнични филм са највећом зарадом.
Деда Мраз 2 освојио је награду Сатурн за најбољу филмску фантазију.

## Критика
Ротен томејтоуз је на основу 122 критика оценио филм са просечном оценом 5,57 од 10. Метакритик је на основу 26 критика оценио филм са просечном оценом 48 од 100, што указује на мешовите или просечне критике. CinemaScore оценио је филм са просечном оценом А, на скали од А+ до Ф.